# 格倫伍德鎮區 (北卡羅萊納州麥克道威縣)
格倫伍德鎮區（英語：Glenwood Township）是位於美國北卡羅萊納州麥克道威縣的一個鎮區。

## 地方資料
格倫伍德鎮區的面積為41.18平方千米，皆為陸地。根據2020年美國人口普查的數據，當地共有人口3271人，而人口密度為每平方千米79.43人。